# Marie Eleonore von Jülich-Kleve-Berg

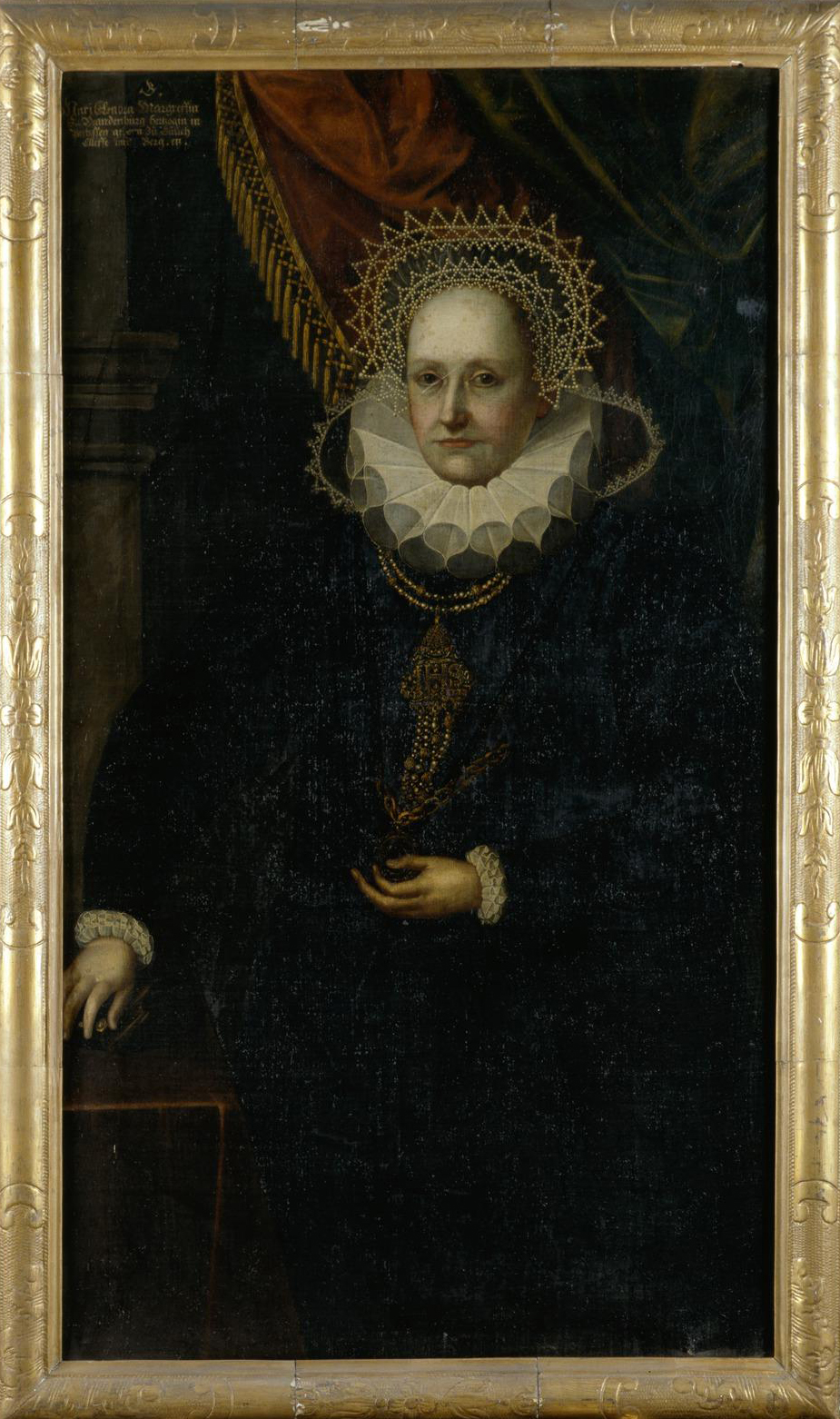
Marie Eleonore, Herzogin von Preußen (ca. 1600)

Marie Eleonore von Jülich-Kleve-Berg (* 16. Juni 1550 in Kleve; † 1. Juni 1608 in Königsberg) war durch Heirat von 14. Oktober 1573 bis zu ihrem Tod Herzogin in Preußen.

## Herkunft
Marie Eleonore war die älteste Tochter von Wilhelm dem Reichen, Herzog von Jülich, Kleve und Berg von 1539 bis 1592, und seiner zweiten Frau, Maria Erzherzogin von Österreich, und damit eine Schwester von Johann Wilhelm, Herzog von Jülich-Kleve-Berg von 1592 bis 1609.

## Ehe

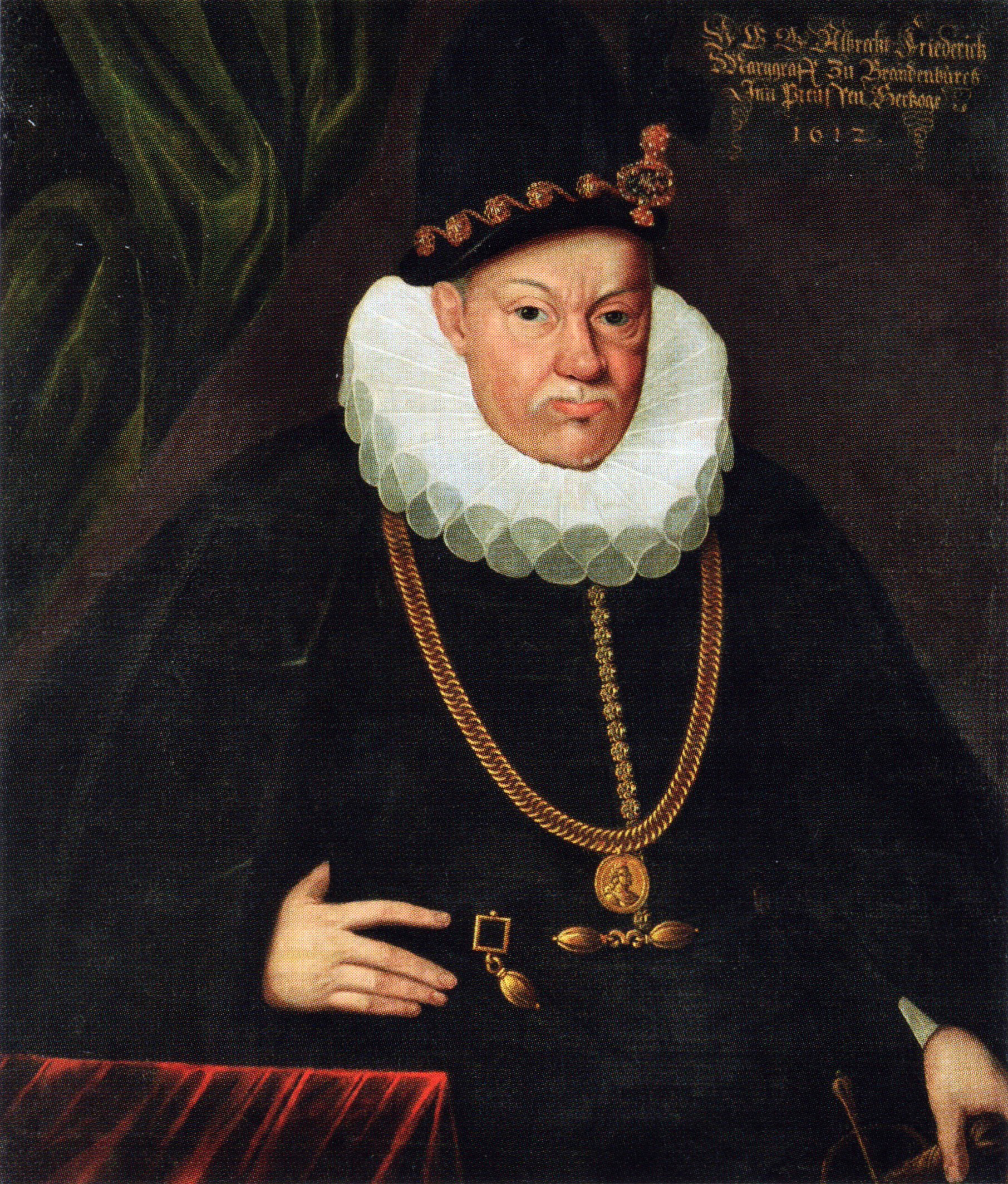
Albrecht Friedrich, Herzog in Preußen (1612)

Während ihr Vater ein Reformkatholik war, zeigte die willensstarke Marie Eleonore frühzeitig starke Sympathien für den lutherischen Glauben. Ihr Vater fürchtete, dass sie ihre jüngeren Schwestern gemäß ihren religiösen Ansichten beeinflussen könnte; daher wollte er sie möglichst schnell verheiraten und so aus seinen Ländern entfernen. So vermählte er sie mit Albrecht Friedrich, Herzog in Preußen von 1568 bis 1618, obwohl er diesen vorher aus politischen und religiösen Gründen nicht als passenden Ehemann für seine Tochter befunden hatte. Die Hochzeit fand am 14. Oktober 1573 in Königsberg statt.
Bald zeigte Herzog Albrecht Friedrich Anzeichen von Geisteskrankheit. An seiner Stelle führte ab 1577 Markgraf Georg Friedrich I. von Brandenburg-Ansbach und Brandenburg-Kulmbach die Regentschaft. Dadurch befand sich Marie Eleonore in einer noch problematischeren Lage am Herzogshof in Königsberg. 1591 kehrte sie mit zwei ihrer Töchter nach Jülich zurück und blieb dort bis ins folgende Jahr. Zweck der Reise war u. a., geeignete Gatten für ihre Töchter zu suchen. In der Folge arrangierte sie Ehen ihrer Töchter mit deutschen Prinzen – u. a. solchen aus dem kurfürstlich-brandenburgischen Haus –, damit der Regentschaftsrat in Preußen ihre Töchter nicht mit polnischen Ehekandidaten vermählen konnte. So erreichte sie, dass das Herzogtum Preußen und nach dem Tod ihres Bruders Johann Wilhelm (1609) Teile des Herzogtums Jülich in den Besitz Kurbrandenburgs übergingen.

## Kinder
Marie Eleonore und Herzog Albrecht Friedrich hatten folgende gemeinsame Kinder:
1. Anna (1576–1625) ⚭ (1594) Kurfürst Johann Sigismund von Brandenburg
2. Marie (1579–1649) ⚭ (1604) Markgraf Christian von Brandenburg-Bayreuth
3. Albrecht Friedrich (1580–1580)
4. Sophie (1582–1610) ⚭ (1609) Herzog Wilhelm Kettler von Kurland
5. Eleonore (1583–1607) ⚭ (1603) Kurfürst Joachim Friedrich von Brandenburg
6. Wilhelm Friedrich (1585–1586)
7. Magdalena Sibylle (1586–1659) ⚭ (1607) Kurfürst Johann Georg I. von Sachsen